# Damernas 4 × 100 meter frisim vid europamästerskapen i simsport 2014
Damernas 4 × 100 meter frisim vid europamästerskapen i simsport 2014 ägde rum den 18 augusti 2014 i Velodrom i Berlin i Tyskland.

## Final
Finalen avgjordes klockan 19:13.
| Placering | Bana | Nation        | Simmare                                                                                                  | Tid     | Noteringar |
| --------- | ---- | ------------- | --- | ------- | ---------- |
| 1         | 4    | Sverige       | Michelle Coleman (53,85) Magdalena Kuras (55,55) Louise Hansson (54,28) Sarah Sjöström (52,14)           | 3.35,82 |            |
| 2         | 5    | Nederländerna | Inge Dekker (54,50) Maud van der Meer (54,49) Esmee Vermeulen (54,49) Femke Heemskerk (52,78)            | 3.36,26 |            |
| 3         | 6    | Italien       | Alice Mizzau (55,25) Erika Ferraioli (54,14) Giada Galizi (54,59) Federica Pellegrini (53,65)            | 3.37,63 |            |
| 4         | 7    | Ryssland      | Veronika Popova (53,94) Viktorija Andrejeva (55,24) Arina Openysjeva (54,80) Margarita Nesterova (54,57) | 3.38,55 |            |
| 5         | 2    | Frankrike     | Charlotte Bonnet (54.86) Anna Santamans (54,99) Cloé Hache (55,29) Coralie Balmy (55,07)                 | 3.40,21 |            |
| 6         | 3    | Finland       | Hanna-Maria Seppälä (55,44) Noora Laukkanen (57,40) Mimosa Jallow (55,94) Jenna Laukkanen (58,24)        | 3.47,02 |            |
| —         | 8    | Danmark       | Jeanette Ottesen (53,59) Julie Levisen Mie Nielsen Pernille Blume                                        |         | 0DSQ0      |